# 江幼宋
江幼宋（1891-1979），字方璟，中国福建省莆田市仙游县城内人，莆仙戏剧作家。1954年，他曾与陈啸高、陈仁鉴合写《琴挑》参加华东区戏曲观摩演出大会，获剧本奖。1956年，他曾为 《九莲灯》舞曲谱写《百花齐放莲灯红》一词。1979年，其与陈啸高、陈仁鉴共同改编的作品《春草闯堂》获全国剧本创作一等奖。1979年因病逝世。